# Фёдоровка (Кузёмкинское сельское поселение)
Фёдоровка (фин. Feodormaa) — деревня в Кузёмкинском сельском поселении Кингисеппского района Ленинградской области.

## История
На карте Ингерманландии А. И. Бергенгейма, составленной по шведским материалам 1676 года, обозначена деревня Kotka при мызе Kotka Hoff.
На шведской «Генеральной карте провинции Ингерманландии» 1704 года — мыза Kottka hof.
Мыза Котко упомянута на «Географическом чертеже Ижорской земли» Адриана Шонбека 1705 года.
На карте Санкт-Петербургской губернии Я. Ф. Шмидта 1770 года нанесена деревня Федоровская.
На карте Санкт-Петербургской губернии Ф. Ф. Шуберта 1834 года обозначена деревня Фёдоровка, состоящая из 28 крестьянских дворов.

ФЁДОРОВСКОЕ — деревня принадлежит графу Нессельроде, число жителей по ревизии: 74 м. п., 85 ж. п. (1838 год)

В пояснительном тексте к этнографической карте Санкт-Петербургской губернии П. И. Кёппена 1849 года она записана как деревня Feodormaa (Федоровское) и указано количество её жителей на 1848 год: савакотов — 82 м. п., 80 ж. п., всего 162 человека, ижоры — 15 м. п., 12 ж. п., всего 27 человек. Ижоры относились к православному Кейкинскому Петропавловскому приходу, савакоты — к лютеранскому приходу Косёмкина.
Согласно карте профессора С. С. Куторги 1852 года деревня называлась Фёдоровка и насчитывала 28 дворов.

ФЁДОРОВСКАЯ — деревня Ведомства государственного имущества, 12 вёрст по почтовой, а остальное по просёлкам, число дворов — 29, число душ — 102 м. п. (1856 год)

ФЁДОРОВКА — деревня, число жителей по X-ой ревизии 1857 года: 104 м. п., 113 ж. п., всего 117 чел.

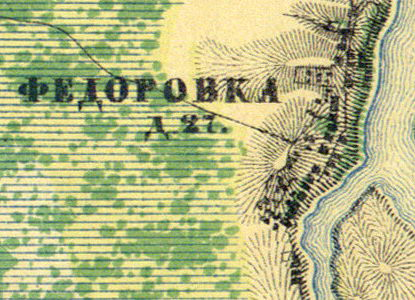
Деревня Фёдоровка на карте 1860 года

Согласно «Топографической карте частей Санкт-Петербургской и Выборгской губерний» в 1860 году деревня Фёдоровка состояла из 27 крестьянских дворов.

ФЁДОРОВКА — деревня казённая при реке Луге, число дворов — 29, число жителей: 113 м. п., 132 ж. п. (1862 год)

ФЁДОРОВКА — деревня, по земской переписи 1882 года: семей — 61, в них 152 м. п., 179 ж. п., всего 331 чел.

ФЁДОРОВКА — деревня, число хозяйств по земской переписи 1899 года — 76, число жителей: 190 м. п., 198 ж. п., всего 388 чел.
 разряд крестьян: бывшие владельческие, народность: финская — 383 чел., эстонская — 5 чел.

В конце XIX — начале XX века деревня административно относилась к Наровской волости 2-го стана Ямбургского уезда Санкт-Петербургской губернии. Население деревни было смешанным — финско-ижорским.

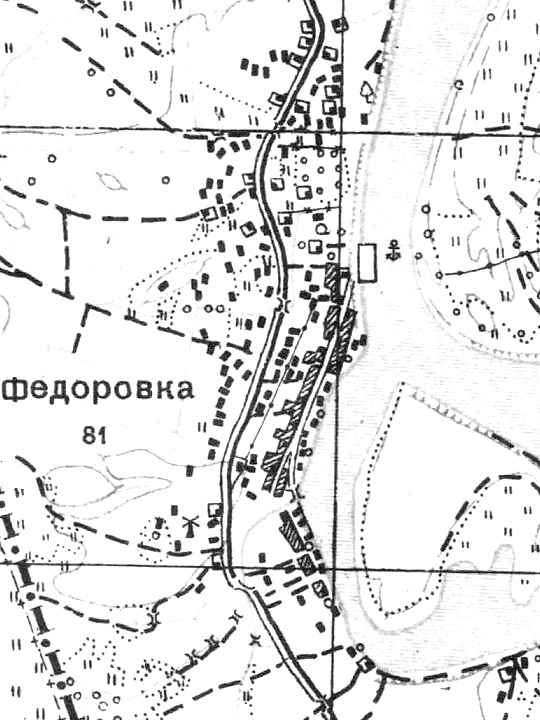
План деревни Фёдоровка. 1914 год

Согласно топографической карте 1914 года деревня насчитывала 81 крестьянский двор, в деревне была ветряная мельница и пристань на реке Луга.
С 1917 года деревня Фёдоровка входила в состав Орловского сельсовета Наровской волости Кингисеппского уезда. 
В 1920 году в деревне числилось 76 землевладельцев, 89 домовладельцев и 420 жителей (16 эстонцев, 39 ижор и 365 финнов-ингерманландцев), а так же в деревне находились 13 беженцев.
Согласно данным переписи населения СССР 1926 года в деревне Фёдоровка проживали 215 человек, большинство финны, а также ижоры и эстонцы.
С 1927 года в составе Кингисеппского района.
С 1928 года в составе Куровицкого сельсовета. В 1928 году население деревни Фёдоровка составляло 243 человека.
По данным 1933 года деревня Фёдоровка входила в состав Куровицкого сельсовета Кингисеппского района.
Деревня была освобождена от немецко-фашистских оккупантов 2 февраля 1944 года.
С 1950 года в составе Извозского сельсовета.
С 1954 года в составе Кошкинского сельсовета.
С 1958 года вновь в составе Куровицкого сельсовета. В 1958 году население деревни Фёдоровка составляло 80 человек.
По данным 1966 и 1973 годов деревня Фёдоровка также входила в состав Куровицкого сельсовета.
По данным 1990 года деревня Фёдоровка входила в состав Кузёмкинского сельсовета.
В 1997 году в деревне Фёдоровка проживали 10 человек, в 2002 году — 7 человек (русские — 86 %), в 2007 году — 3, в 2010 году — 16.

## География
Деревня расположена в западной части района на автодороге 41К-109 (Лужицы — Первое Мая).
Расстояние до административного центра поселения — 14 км.
Расстояние до ближайшей железнодорожной станции Ивангород-Нарвский — 14 км.
Деревня находится на левом берегу реки Луга.

## Демография
| 1862 | 2007 | 2010 | 2017 |
| ---- | ---- | ---- | ---- |
| 245  | ↘3   | ↗16  | ↘15  |

### Национальный состав
Согласно данным Всероссийской переписи населения 2021 года в деревне проживали 29 человек, из них:
 русские — 23 человека, остальные национальность не указали.

## Улицы
Прибрежная.